# Heinrich Strack (Architekt)

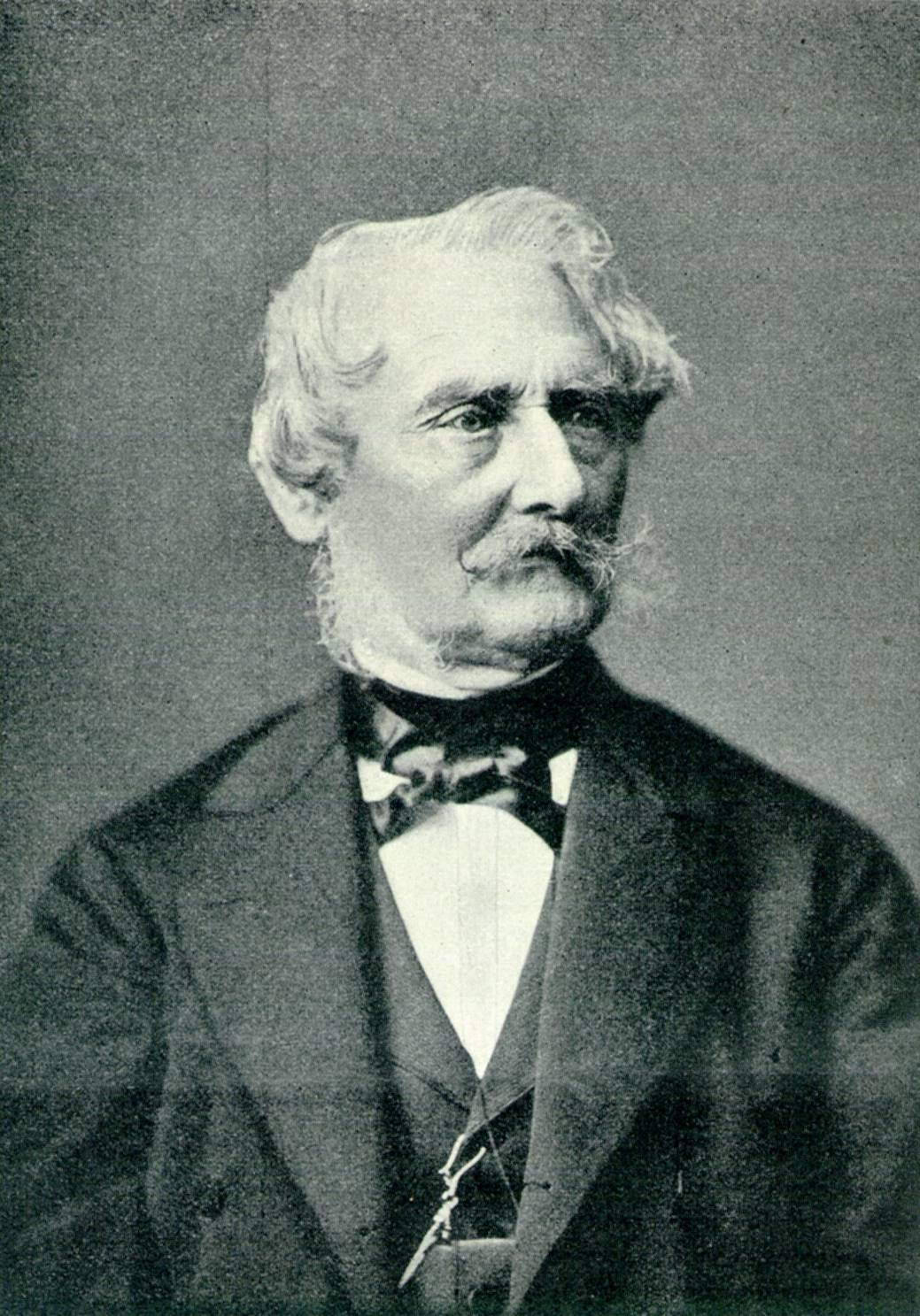
J. Heinrich Strack

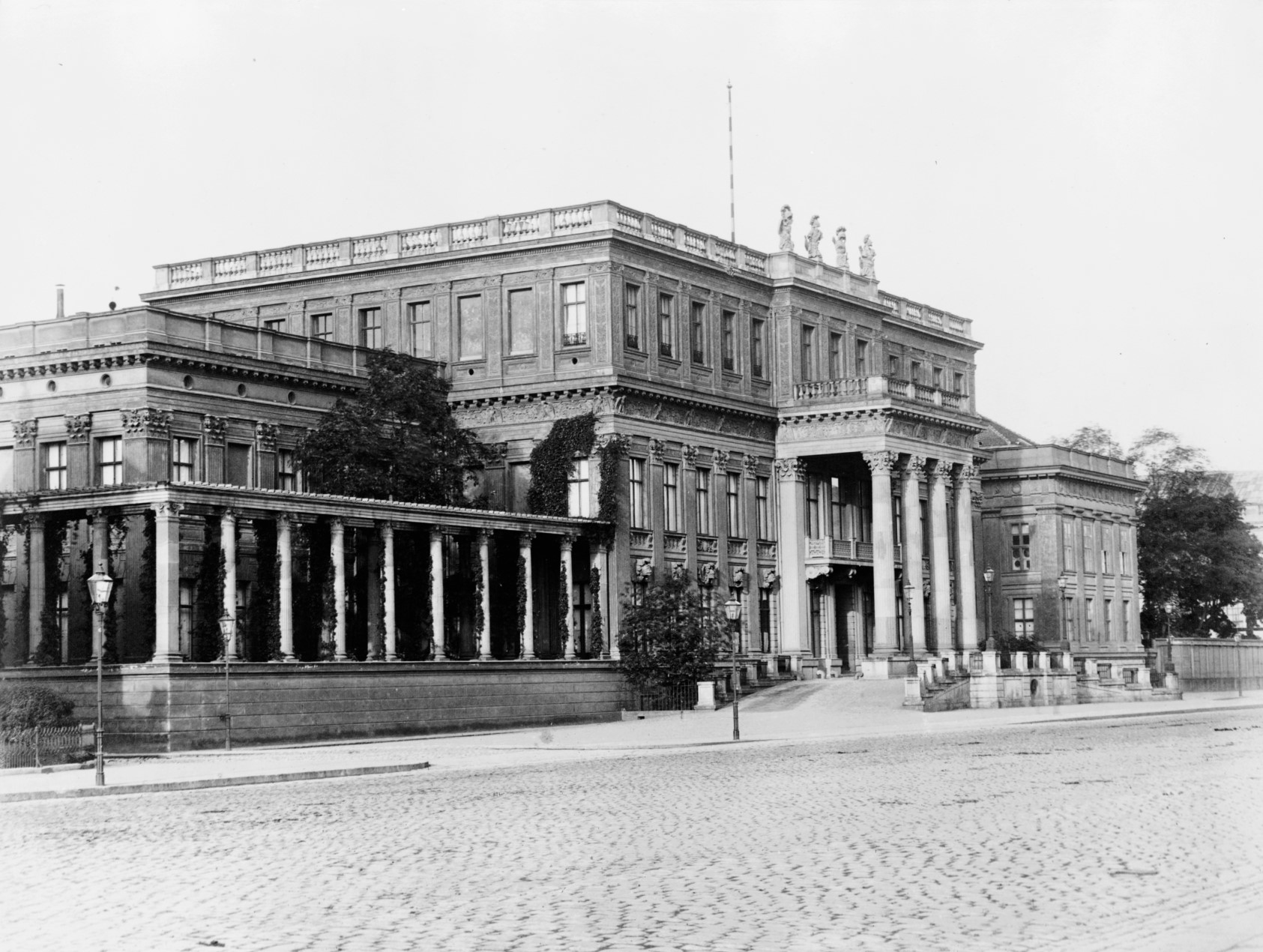
Das erweiterte und umgestaltete Kronprinzenpalais Unter den Linden, nach 1860, vor 1900

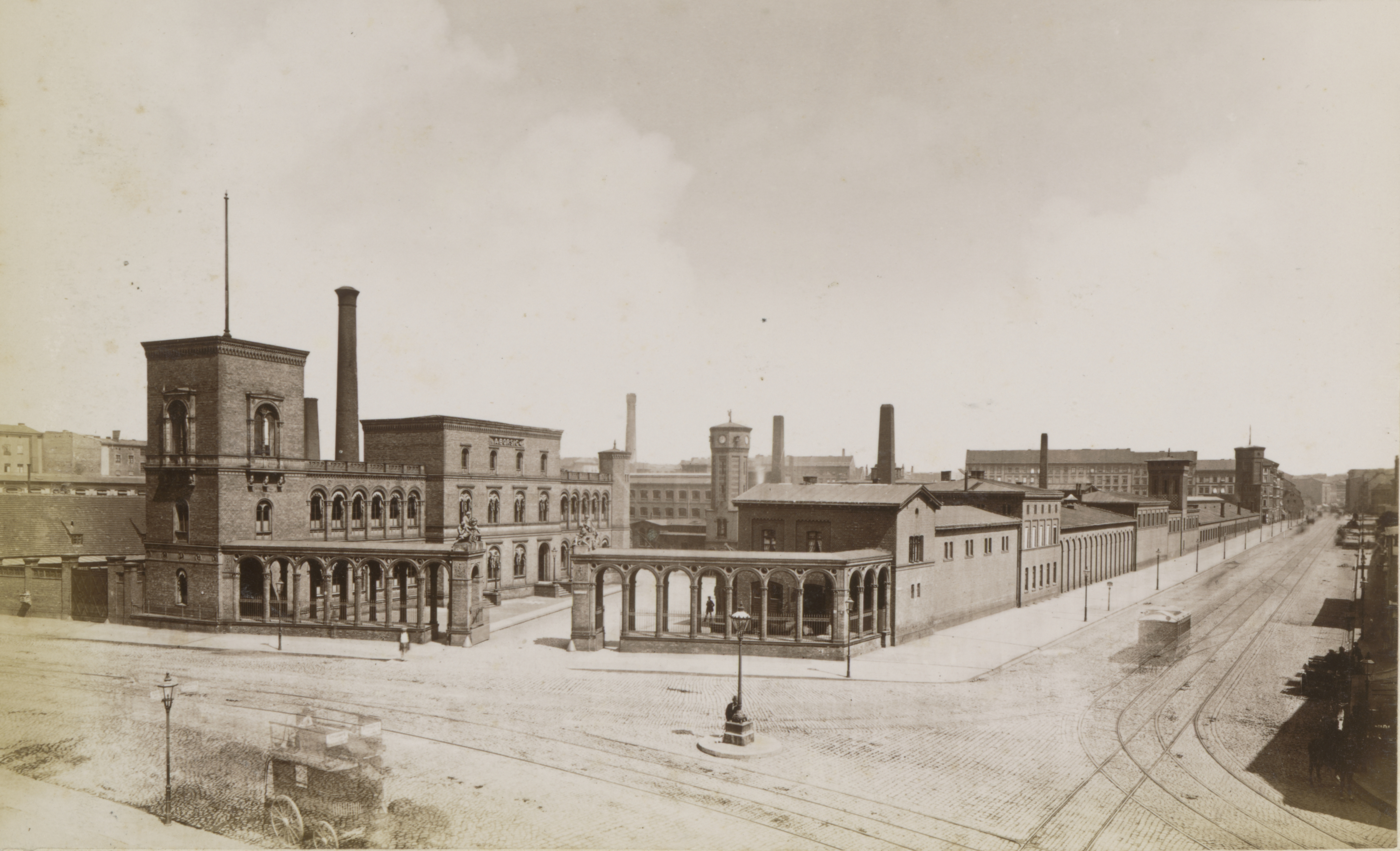
Borsigs Maschinenbauanstalt Chausseestrasse, Berlin 1875, rechts die heutige Torstraße

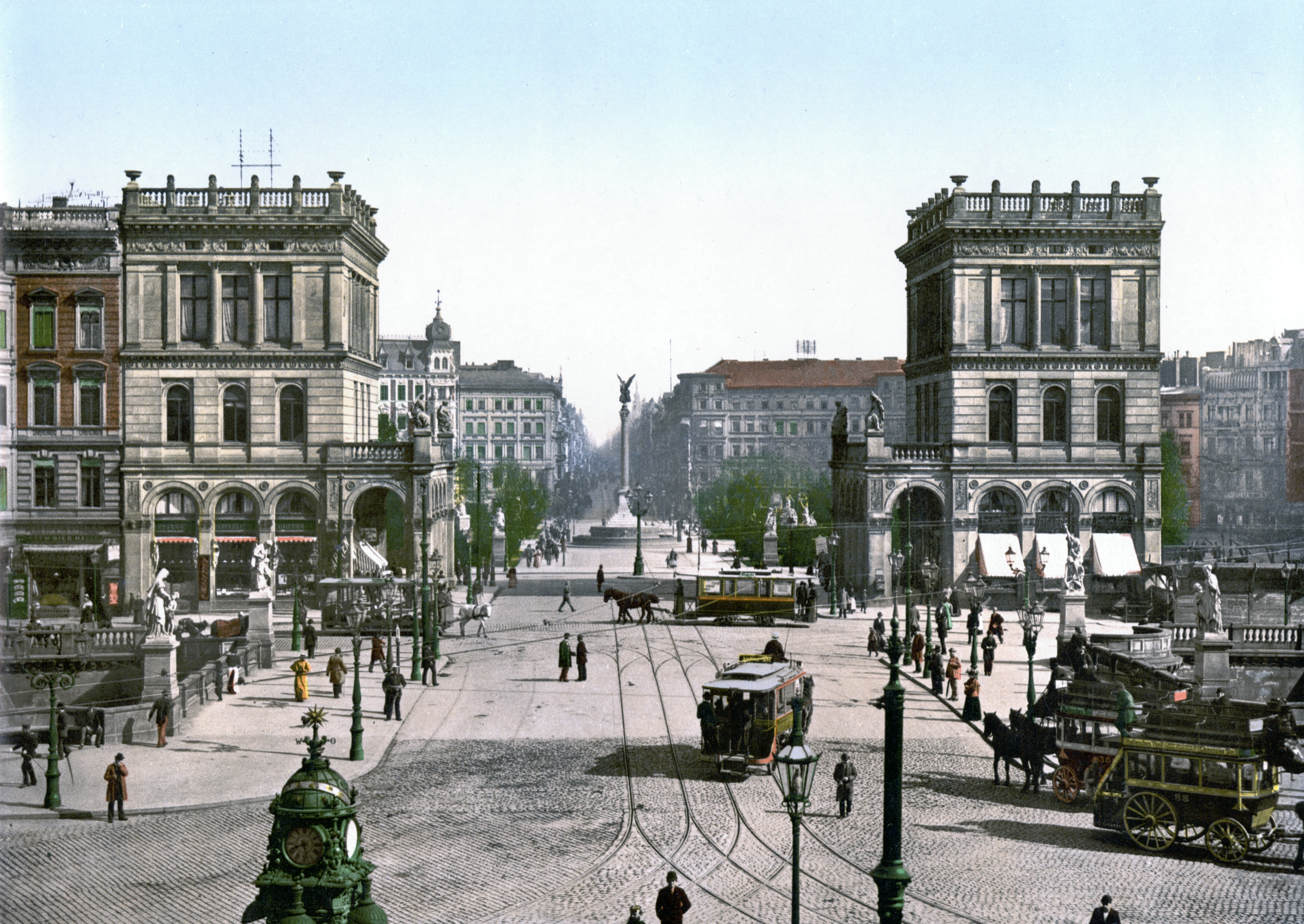
Hallesches Tor vor 1901, Blick nach Norden über die Belle-Alliance-Brücke und -Platz in die Friedrichstraße. Die Portalwirkung wurde seit 1901 durch Anlage der Hochbahn auf dem Nordufer des Landwehrkanals beeinträchtigt

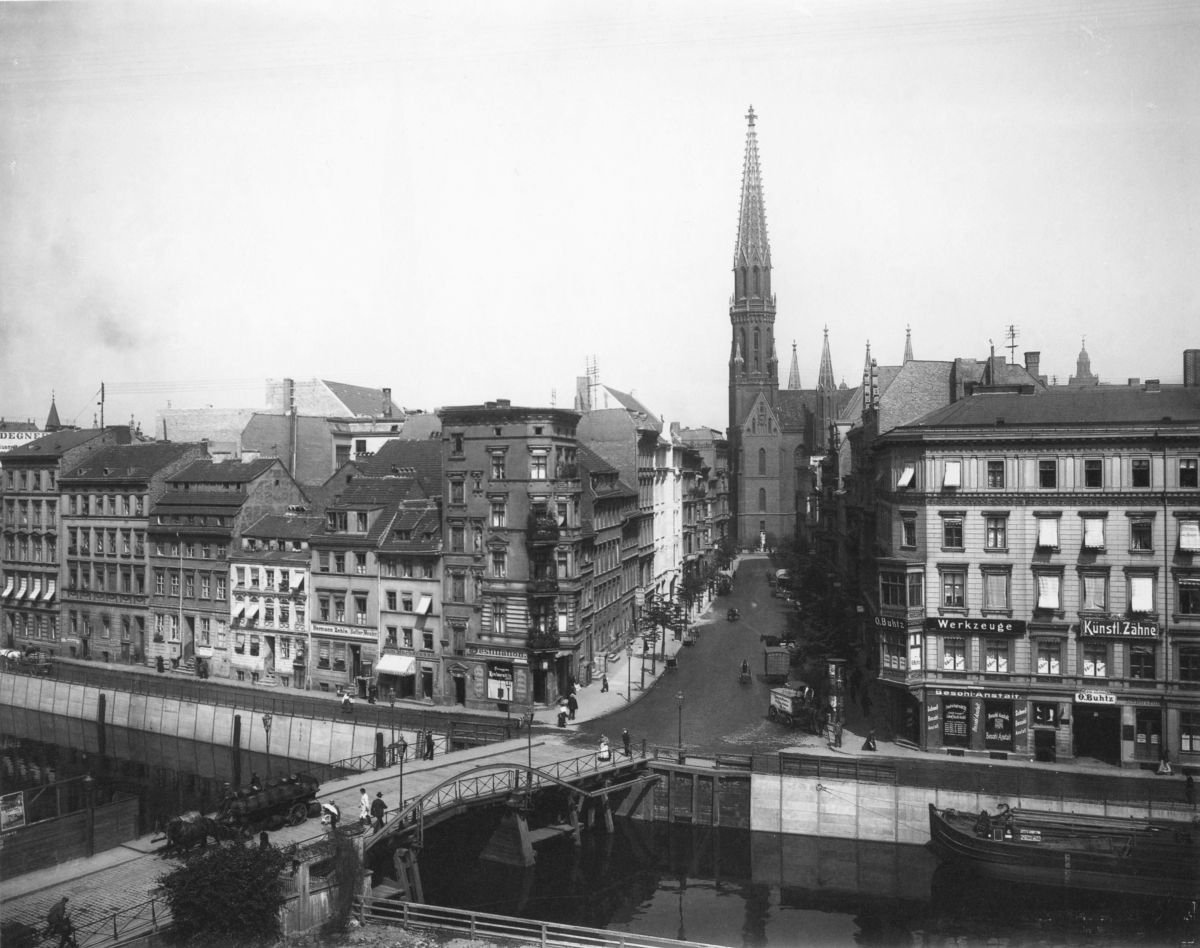
Die Petrikirche am Ende der Grünstraße, 1903. Ihr Turm war bis zur Errichtung des Funkturms das höchste Bauwerk Berlins

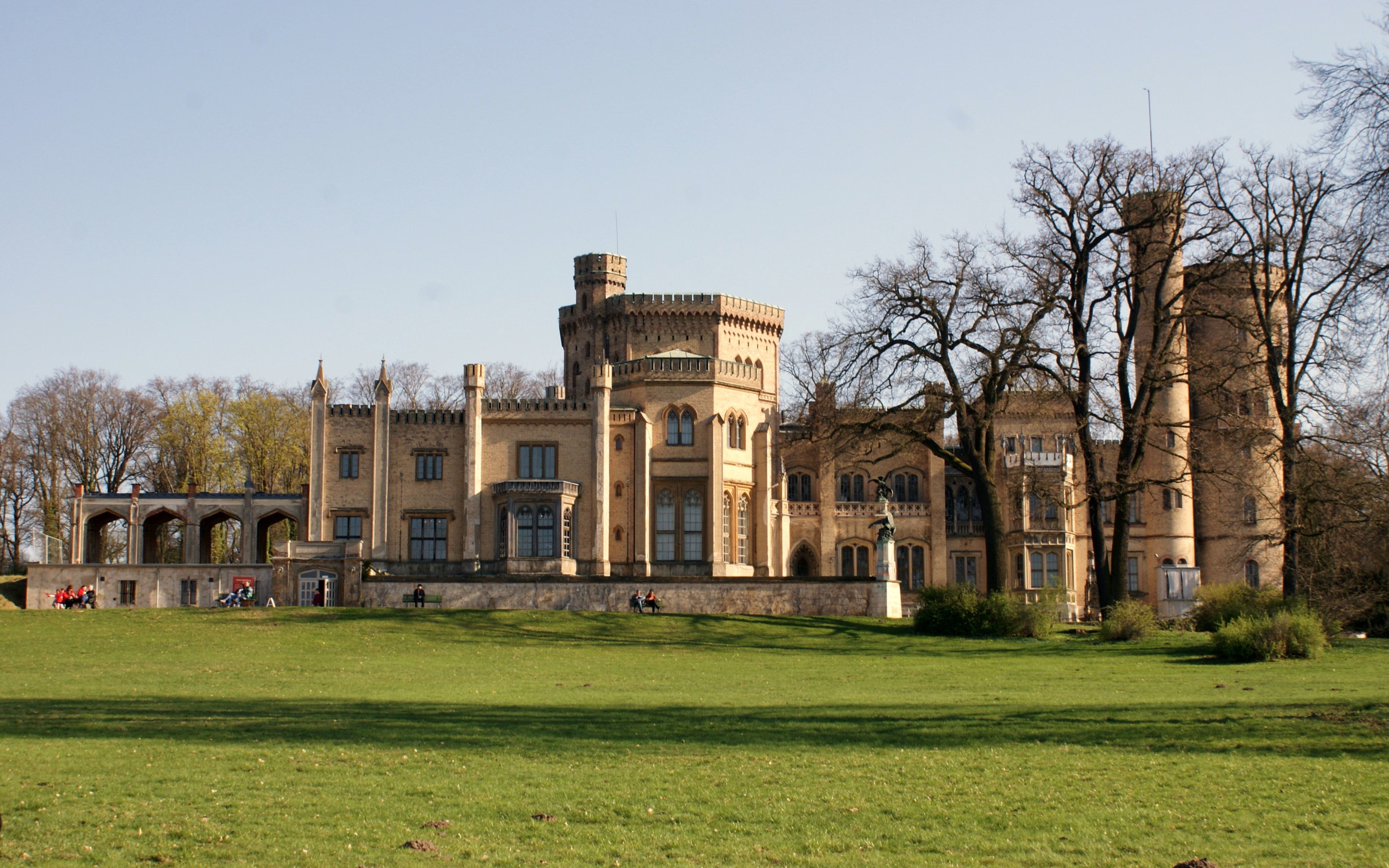
Schloss Babelsberg

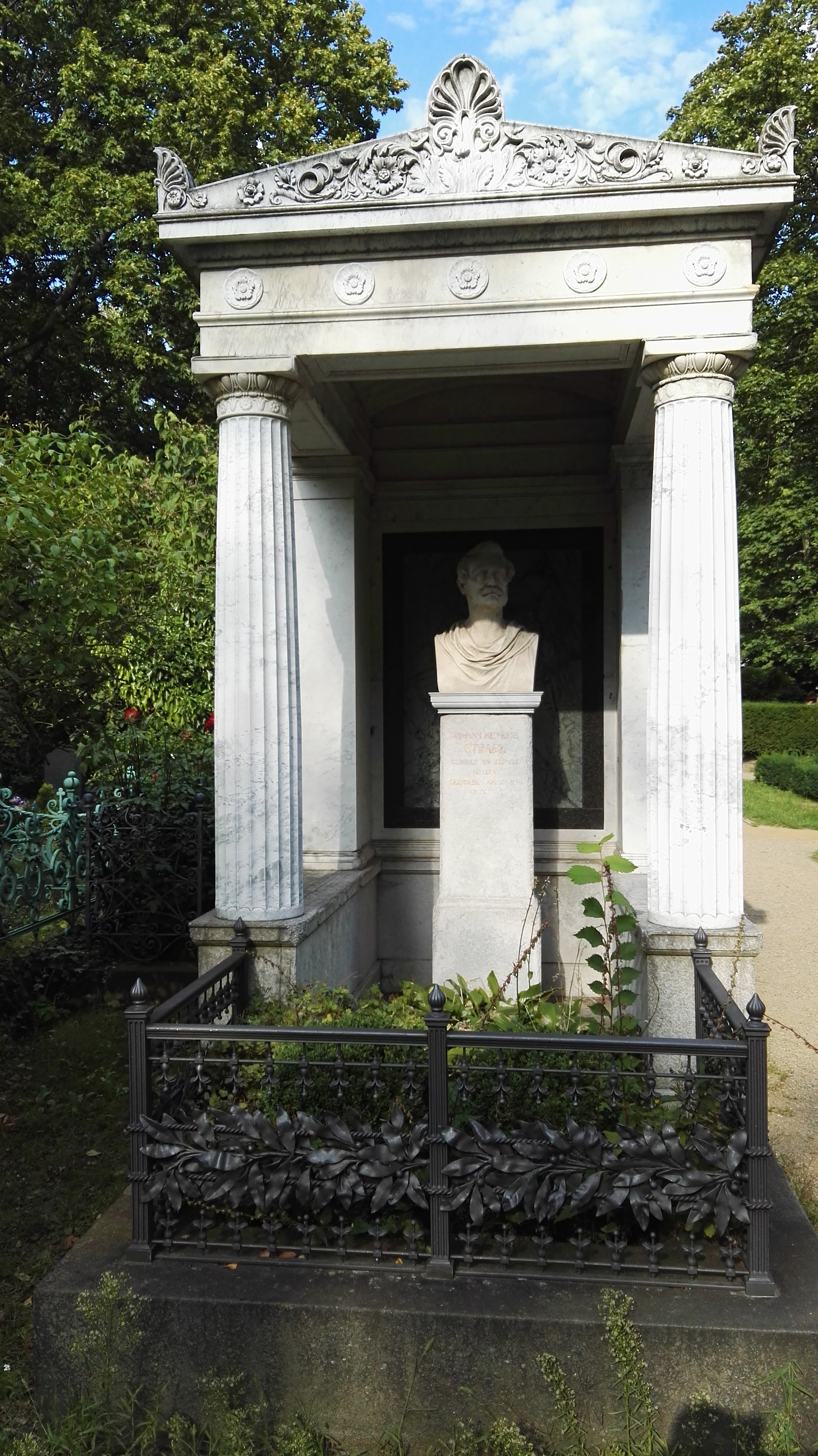
Grabmal auf dem Dorotheenstädtischen Friedhof in Berlin-Mitte

Johann Heinrich Strack (* 6. Juli 1805 in Bückeburg; † 13. Juni 1880 in Berlin; manchmal Heinrich Strack) war ein deutscher Architekt der Schinkelschule.

## Leben
Johann Heinrich Strack war Sohn des Porträt- und Vedutenmalers Anton Wilhelm Strack und seiner Frau Magdalena Margaretha. Sie entstammte der Künstlerfamilie Tischbein.
Zwischen 1824 und 1838 studierte und qualifizierte sich Strack an der Berliner Bauakademie und der Akademie der Künste. Er absolvierte 1825 die Feldmesserprüfung, 1827 die Bau-Kondukteurprüfung und 1837/38 die Baumeisterprüfung mit Qualifikation zum Land-, Wasser- und Wegebauinspektor. In den Jahren 1825 bis 1832 war Strack im Atelier von Karl Friedrich Schinkel bei der Einrichtung der Wohnung für den Kronprinzen Friedrich Wilhelm im Berliner Schloss und 1827 bis 1832 unter Friedrich August Stüler beim Umbau des Palais des Prinzen Karl tätig. Seine erste selbständige Arbeit war 1829/30 die Bauleitung beim Umbau des Palais des Prinzen Albrecht. In den Jahren 1832 bis 1837 war er als selbständiger Privatbaumeister tätig und war 1837 wahrscheinlich schon für die erste Fabrikanlage für Borsig an der Chausseestraße zuständig. Die Zusammenarbeit mit Stüler entwickelte sich zur Freundschaft und beide unternahmen Reisen nach Sankt Petersburg, England und Frankreich.
Im Jahre 1841 wurde Strack zum Professor an der Kunstakademie berufen, wo er seit 1839 als Lehrer für Architektur tätig war. Im Jahre 1842 trat Strack ins Hofbauamt als Hofbauinspektor ein, wo er 1875 den Rang des Geheimen Oberhofbaurats erreichte. Strack war dort hauptsächlich im Dienst des Thronfolgers Prinz Wilhelm von Preußen tätig. Zu seinen Aufgaben gehörten auch Entwürfe von Innenausstattung und Möbeln. 1850 wurde er Mitglied der neu errichteten Technischen Baudeputation. 1854 erfolgte die Berufung zum Professor an der Berliner Bauakademie als Nachfolger Stülers.
Strack unterrichtete Wilhelms Sohn Friedrich im Zeichnen und hatte ihn 1853/54 auf einer Italienreise begleitet. Bei Ausgrabungen in Athen entdeckten Strack, Ernst Curtius und Karl Bötticher 1862 am Fuße der Akropolis die Reste des Dionysostheaters. Strack trat als Architekturschriftsteller hervor und übernahm auch Aufträge privater Bauherren. Für August Borsig errichtete er das Wohnhaus in Moabit und für dessen Sohn Albert die Neubauten der Maschinenbauanstalt an der Chausseestraße in Berlin. 1865 wurde er als auswärtiges Mitglied in die Académie des Beaux-Arts aufgenommen.
In den fünfzig Schaffensjahren Stracks wandelte sich Berlin von einer biedermeierlichen Residenz zur deutschen Industrie-, Handels- und Verkehrsmetropole, wobei vollkommen neue Bauaufgaben entstanden. Bestimmend blieb für Strack die klassische Antike, bewahrt und fortentwickelt durch die Ideen Schinkels. Strack bevorzugte eine pavillonartige Ordnung und Staffelung der mit Kolonnaden verbundenen oder arkadierten Baukörper, die er sorgfältig abgewogen, vornehm in der Empfindung, zierlich und zartfühlend ausstattete. Die Stilentwicklung zum Historismus vollzog er nur bei wenigen Kirchenbauten und in Babelsberg, wiederum im Sinne Schinkels, in Form der Neugotik mit. Den Wechsel der europäischen Architektur zur Neorenaissance, zum Neobarock und Neorokoko mit ihren eklektizistischen Abschweifungen lehnte er ab. Im Urteil der Nachwelt galt Stracks Werk gegenüber dem Schinkels, der in ihm spukt, als verblasst und kraftlos.
Als Strack 1876 in den Ruhestand ging, ernannte ihn Kaiser Wilhelm I. zum „Architekten des Kaisers“. Stracks Grabmal auf dem Dorotheenstädtischen Friedhof in Berlin, bei dessen Ausführung Reinhold Persius und Julius Emmerich mitwirkten, entstand nach dem Entwurf seines Adoptivsohnes Heinrich Strack d. J. Es hat die Form einer Ädikula. Sie enthält seine Porträtbüste von Alexander Calandrelli. Vorbild war das vom Verstorbenen geschaffene Grabmal für August Borsig auf demselben Friedhof. Die Berliner Gartendenkmalpflege sanierte in den 1990er und frühen 2000er Jahren Stracks Grab, rekonstruierte das verlorengegangene schmiedeeiserne Gitter, lagerte die Büste ein und ersetzte sie durch eine Kopie. Strack war Außerordendliches Mitglied im Hamburger Künstlerverein von 1832.

## Bauten (Auswahl)

### Berlin
- Um 1836: Wohnhaus Taglioni, Französische Straße 32,[8] in veränderter Form noch vorhanden
- 1841–1842: Umbau der Luisenstädtischen Kirche (zusammen mit August Stüler),[9] kriegsbeschädigt, 1964 abgerissen
- 1841–1844: Gebäude im Zoologischen Garten, kriegszerstört[10]
- 1842–1845, 1848: Borsig-Villa in Moabit, 1911 abgerissen[11]
- 1843: Palais Raczynski am Königsplatz in Berlin, 1883 abgerissen
- 1847–1852: Eisenwerk von Borsig in Moabit, 1900 abgerissen[12]
- 1847–1853: Petrikirche in Berlin, kriegsbeschädigt 1964 abgerissen
- 1854: Neuausstattung des Palais des Prinzen von Preußen in Berlin, ausgebrannt 1943
- 1853–1856: Sankt-Andreaskirche in Berlin, 1944 kriegszerstört
- 1856–1858: Erweiterung des Kronprinzenpalais in Berlin, rekonstruiert erhalten
- 1858–1860: Erweiterung der Eisengießerei und Maschinenbauanstalt Borsig in Berlin, Chausseestraße, 1887 abgerissen
- 1867–1868: Säulenhallen der Torhäuser des Brandenburger Tores (zusammen mit Hermann Blankenstein), erhalten
- 1869–1873: Siegessäule in Berlin, 1938–1939 vergrößert und versetzt, erhalten
- 1866–1875: Treppenanlage und Bauausführung der Nationalgalerie in Berlin, erhalten
- 1871–1873: Umbau der Königsbrücke, nicht mehr vorhanden (Kolonnaden wurden in den Kleistpark umgesetzt)[13]
- 1874–1876: Belle-Alliance-Brücke, erhalten
- 1875–1878: Unterbau für das Kreuzbergdenkmal, erhalten[14]
- 1876–1879: Torbauten mit Arkaden am Halleschen Tor in Berlin, im Volksmund „Magistratsklaviere“,[15] 1945 kriegszerstört
- 1876–1880: Joachimsthalsches Gymnasium in Deutsch-Wilmersdorf, erhalten

### Außerhalb Berlins
- 1842: Matrosenhaus im Park von Schloss Babelsberg, erhalten
- 1845–1849: Schloss Babelsberg, Fertigstellung nach dem Tod von Ludwig Persius, erhalten
- 1846–1853: Mausoleum für Feldmarschall Gebhard Leberecht von Blücher in Krieblowitz
- 1850–1857: Mitarbeit an der Innengestaltung des Schweriner Schlosses, Thronsaal, erhalten
- 1853–1855: Villa Donner in Hamburg-Ottensen, 1943 zerstört
- 1853–1856: Flatowturm im Park von Schloss Babelsberg, erhalten
- 1854: Heroldbrunnen am Schloss Babelsberg (Heroldfigur von Friedrich Drake, verschollen), 2016 rekonstruiert[16]
- 1855–1859: Portale der Dombrücke über den Rhein in Köln, 1908–1911 durch die Hohenzollernbrücke ersetzt[17]
- 1858–1865: Melanchton-Denkmal in Wittenberg (Plastik von Friedrich Drake)
- um 1865: Portale der Rheinbrücke in Koblenz, 1932  Brückentürme bis auf die unteren Geschosse abgerissen
- 1868–1872: Portale der Norderelbe–Eisenbahnbrücke in Hamburg,[18] 1890–1893 durch Neubau ersetzt
- 1870:  Architektonische Gestaltung der Weichselbrücke in Thorn, im 2. Weltkrieg gesprengt, 1948 ohne seine Portale wieder aufgebaut
- 1870–1871: Wiederaufstellung der Berliner Gerichtslaube im Park von Schloss Babelsberg, erhalten
- 1872: Düppel-Denkmal und Arnkiel-Denkmal, beide 1945 gesprengt
- 1872/73 Portale und Pfeileraufbauten der Eisenbahnbrücke über die Weichsel bei Thorn[19]

## Veröffentlichungen
- Architectonische Denkmäler der Altmark Brandenburg. Berlin 1833 (mit F. E. Meyerheim und einem Text von Kugler)
- Architektonisches Album. Redigirt vom Architekten-Verein zu Berlin durch Stüler, Knoblauch, Strack. Fünf Hefte in mehreren Auflagen bis 1855, Riegel, Berlin und Potsdam. Darunter:
  - Architektonisches Album. Eine Sammlung von Bau-Entwürfen mit besonderer Berücksichtigung der Details und Constructionen. Erstes Heft: Entwurf zum Gesellschafts-Local der Eisenbahnanlage von St. Petersburg nach Pawlowsk von Stüler und Strack. Verlag von Ferdinand Riegel, Potsdam 1838.
- Das altgriechische Theatergebäude. Potsdam 1843.
- Schloss Babelsberg. Berlin 1857 (mit M. Gottgetreu).